# 耶穌救主總堂
耶穌救主總堂是位於台灣台中市的天主教教堂，也是天主教台中教區的主教座堂。現在的教堂1957年開工，完成於1958年。

## 歷史

### 道明會時期 （1914年-1950年）
- 1914年羅厝天主堂本堂神父馬守仁/馬伯達(V. Rev. Manuel Prat,O.P.)在台中市購地且以當地原有之竹屋做為道理廳。
- 1915年因為傳教規模擴大，將竹屋拆除改建二層磚屋，上層為神父宿舍，下層為臨時天主堂。開教成功，設傳教所及聖堂(第一代教堂)，取名：耶穌聖心堂，以耶穌聖心作為聖堂主保。
- 1916年2月，洪羅肋神父(Rev. Angel Rodriquez O.P.)，被派任為第一任本堂神父，且在1919年教會以二萬五千圓，於原地重建一座山字型的哥德式教堂，是為第二代教堂。中間建築物為聖堂，前面二樓為神父宿舍。兩側一樓作為男女道理廳，二樓作為男女傳教員宿舍，並以耶穌聖心為主保。

### 瑪利諾會時期 （1951年-2003年）
- 1951年臺中監牧區成立，首任宗座監牧為蔡文興神父，由於當時的耶穌聖心堂為臺中地區的傳教重心，因此蔡監牧駐於此。
- 1956年萬民寧擔任本堂神父任內，因信眾增加，故在當時的蔡文興監牧指示下新建今日的聖堂，名為耶穌救主總堂，1957年興建至1958年竣工。
- 1962年蔡文興監牧祝聖為台中教區首任主教，耶穌救主總堂升格為主教座堂，更名為耶穌救主主教座堂至今。

教區神父時期 2003年-至今
1970年梵蒂岡宗座結束了將台中教區福傳工作委託給瑪利諾會的委任狀，瑪利諾會自此不再負責整個教區的福傳工作，並逐步將各堂區轉交給本地的臺中教區。耶穌救主總堂於2003年交返台中教區，並多由本國籍神父作為本堂神父(劉連玉神父為馬來西亞籍除外)。徐世昭神父擔任本堂神父期間即籌備新要理大樓的建造，並於劉連玉神父任內竣工，2017年由台中教區蘇耀文主教祝聖啟用。
- 2022年8月，臺中市文化資產處將石製聖洗池[1]、藍曬技法臺語聖歌古樂譜[2]、亡者簿[3]、堅振簿1[4]、聖洗簿2[5]、聖洗簿1[6]登錄為直轄市一般古物。

## 歷任本堂
馬守仁/馬伯達（P. Manuel Prat Pujoldevall,O.P.）：1914年－1916年（本堂開教者）
1. 洪羅肋/洪羅烈（P. Angel Maria Rodriguez, O.P.）：1916年－1919年
2. 吳達查（P. Bonaventura Gordariza, O.P.）：1919年－1923年
3. 高恆德/高熙能（P. Francisco Giner, O.P.）：1924年－1937年 （製作台灣話聖歌本）
4. 陳若瑟（P. Jose Ma Arregui Iparraguirre, O.P.）：1937年－1942年（後任台灣監牧區主教）
5. 戴剛德（P. Constantino Montero, O.P.）：1943年－1945年
6. 孫繼慈/山繼慈（P. Felix Sanchez Munoz, O.P.）：1946年－1950年
7. 馬西略（P. Marcelino Delgado, O.P.）：1950年－1951年

（以上為道明會會士）
（以下為瑪利諾會會士，改隸屬台中教區）
1. 善理文（Rev. Sullivan John Joseph, M.M.）：1951年－1953年
2. 莫盛才（Rev. Albert Murphy, M.M.）：1954年－1956年
3. 萬民寧（Rev. James Thomas Manning, M.M.）：1956年－1959年
4. 康健（Rev. John Mckernan, M.M.）：1959年－1965年
5. 曾顯道（Rev. Eugene Murray, M.M.）：1965年－1967年
6. 紀道明（Rev. John Keaney, M.M.）：1967年－2003年
7. 劉徵祥（Rev. John Liu）：2003年－2008年 （以下為教區神父時期）
8. 徐世昭（Rev. Benedict Hsu, V.G.）：2008年－2014年
9. 劉連玉（Rev. Paul Liu）: 2014年－2020年
10. 黃清富（Rev. Joseph Huang, V.G.）: 2020年－現今

## 外部連結
- 耶穌救主總堂官方網站

1. ↑  耶穌救主主教座堂-石製聖洗池 （页面存档备份，存于），國家文化資產網
2. ↑  耶穌救主主教座堂-藍曬技法臺語聖歌古樂譜 （页面存档备份，存于），國家文化資產網
3. ↑  耶穌救主主教座堂-亡者簿 （页面存档备份，存于），國家文化資產網
4. ↑  耶穌救主主教座堂-堅振簿1 （页面存档备份，存于），國家文化資產網
5. ↑  耶穌救主主教座堂-聖洗簿2 （页面存档备份，存于），國家文化資產網
6. ↑  耶穌救主主教座堂-聖洗簿1 （页面存档备份，存于），國家文化資產網